# Дольськ (Ковельський район)
Дольськ — село в Україні, у Ковельському районі Волинської області. Входить до складу Турійської селищної громади. Населення становить 480 осіб.

## Історія
У 1906 році село Турійської волості Ковельського повіту Волинської губернії. Відстань від повітового міста 28  верст, від волості 10. Дворів 127, мешканців 785.
Село Дольськ належало до Ковельського повіту. Це одне з давніх поселень ковельського Полісся, про що свідчать кам'яні знаряддя праці, знайдені тут. Свою назву озеро, а від нього і все поселення, отримало від слова «долина»: озеро Дольське знаходиться в природній заглибині, долині. Саме озеро — природного походження, в другій половині XIII ст. на його берегах з'явилися ченці, які заснували святу обитель в ім'я Святителя Миколая. Найімовірніше, що саме волинський князь Володимир Василькович і був фундатором тієї обителі, бо, як писав літописець, прославився він будівництвом храмів і монастирів.[джерело?]
Перша писемна згадка про Дольск стосується монастиря Св. Миколая. Згідно з записами, знайденими в архівах князів Сангушків, бачимо, що в 1432 році обитель св. Миколая іменується вже давньою, їй в той час нараховували близько 150 років, тобто до часів князя Володимира Васильковича, який стольному граді Волинської землі.[джерело?]
До 2 березня 2017 року — адміністративний центр Дольської сільської ради Турійського району Волинської області.
12 червня 2020 року, відповідно до розпорядження Кабінету Міністрів України № 708-р «Про визначення адміністративних центрів та затвердження територій територіальних громад Волинської області», увійшло до складу Турійської селищної територіальної громади.
19 липня 2020 року, в результаті адміністративно-територіальної реформи та ліквідації  Турійського району, село увійшло до новоутвореного Ковельського району. 

## Населення
Згідно з переписом УРСР 1989 року чисельність наявного населення села становила 482 особи, з яких 217 чоловіків та 265 жінок.
За переписом населення України 2001 року в селі мешкали 474 особи.

### Мова
Розподіл населення за рідною мовою за даними перепису 2001 року:
| Мова       | Відсоток |
| ---------- | -------- |
| українська | 98,33 %  |
| російська  | 1,67 %   |

## Пам'ятки
- Гідрологічний заказник місцевого значення «Озеро Святе»